# Чернядьевы
 Чернядьевы — деревня в Кировской области. Входит в состав муниципального образования «Город Киров»

## География
Расположена на расстоянии примерно 2 км на север от поселка Лянгасово.

## История
Известна с 1710 года как починок Шалаевский с 1 двором, в 1764 69 жителей, в 1802 (деревня Шалаевская 1-я) 6 дворов. В 1873 (Шалаевская 1-я или Чернядевы) дворов 7 и жителей 48, в 1905 11 и 66, в 1926 (Чернядьевы или Шалаевская) 17 и 76, в 1950 (Чернядьевы) 20 и 87, в 1989 4 жителя. Административно подчиняется Ленинскому району города Киров.

## Население
Постоянное население составляло 5 человек (русские 100%) в 2002 году, 10 в 2010.